# Храм Сивіли

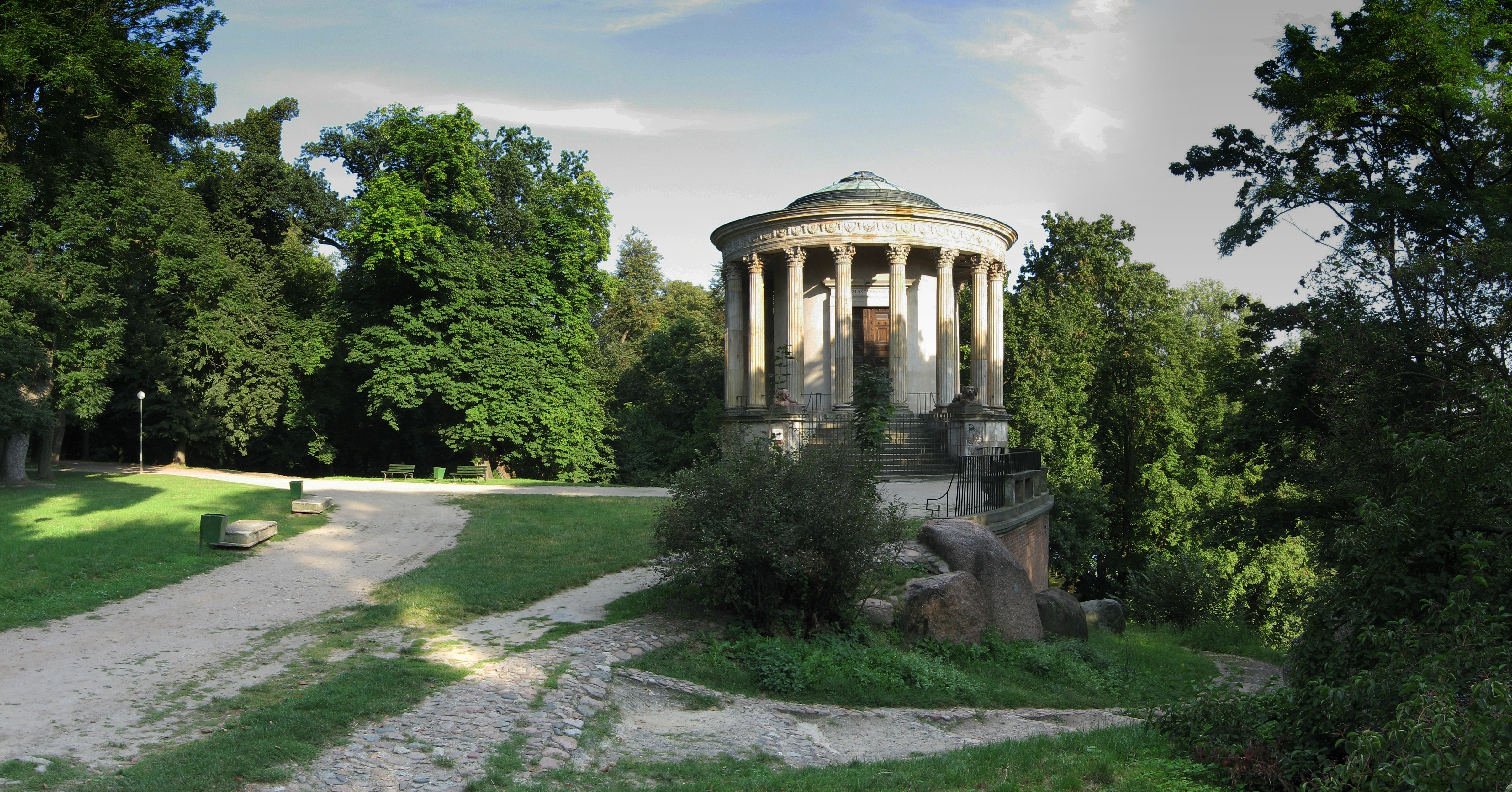
Храм Сивіли

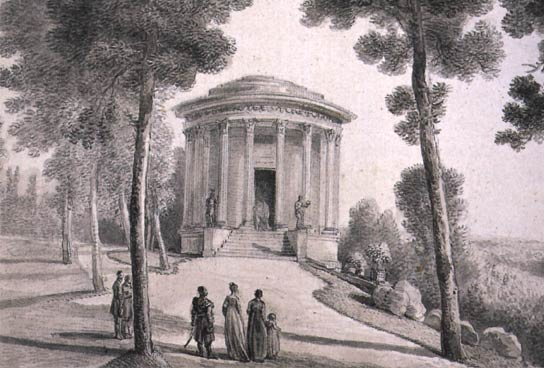
Гравюра 19-го століття Сивільського храму

51°24′38″ пн. ш. 21°57′46″ сх. д. / 51.410555555556° пн. ш. 21.962777777778° сх. д.
Храм Сивіли (пол. Świątynia Sybilli) — колонадна культова споруда, в Пулави, Польща, побудована на межі XIX століття.

## Історія
"Храм Сивіли" в Пулавах, також відомий як Храм пам'яті, відкритий у 1801 році. Споруда була зведена за зразком подібного Храму Вести у Тіволі, Італія, місця Тібуртинської Сивіли, яке було добре відоме у всій Європі на гравюрах. Храм Пулави спроектований польським архітектором Християном Петром Айгнером. Предмети, що зберігались у Храмі Сивіли, включали Грунвальдські мечі та велику "Королівську скриню", що містить портрети та особисті речі польських монархів та королев.
Під час Листопадового повстання 1830—1831 рр. музей було закрито. Син Ізабели Чарторийської Адам Єжи Чарторийський евакуював збережені колекції до Парижу, де розмістив їх у готелі Lambert. Пізніше його син Владислав Чарторийський знову відкрив музей у 1878 році в Кракові, в австрійській Польщі, як музей Чорторийських.

## Прус
У 1884 році храм Сивіли використовував польський письменник Болеслав Прус як декорацію для своєї мікроповісті " Цвіль землі ".
Дія розповіді відбувається поруч із Храмом, де є валун, порослий цвіллю. У певний момент валун чарівним чином перетворюється на земну кулю. У своїй півсторінковій мікроісторії Прус ототожнює людське суспільство з цвіллю. Люди протягом століть сліпо і безпристрасно змагаються з поверхнею земної кулі. Таким чином, він забезпечує метафору конкурентної боротьби за існування, яка триває серед людських спільнот.
У 1869 році тодішній 22-річний Болеслав Прус навчався в сільськогосподарському та лісовому господарстві, яке було створене у старому маєтку Чарторийських у Пулавах. Раніше він провів кілька років свого раннього дитинства в Пулавах.